# Iga Świątek
Iga Natalia Świątek (Varsóvia, 31 de maio de 2001) é uma tenista profissional polonesa (português brasileiro) ou polaca (português europeu). Ela é a atual nº 3 do mundo em simples. Liderou o ranking da WTA por 125 semanas, e tem 23 títulos WTA, incluindo seis Grand Slams — quatro em Roland Garros e um de cada em Wimbledon e no U.S. Open — e o WTA Finals de 2023. Ela e Łukasz Kubot são os únicos tenistas da Polônia a vencer um Grand Slam.
Seu pai, Tomasz Świątek [en], é um atleta olímpico de remo. No juvenil, Iga conquistou dois títulos de Slam: o de duplas no Torneio de Roland Garros de 2018, ao lado de Catherine McNally, e o de simples no Torneio de Wimbledon de 2018. Também liderou a Polônia à taça juvenil da Fed Cup, em 2016, e ganhou a medalha de ouro dos Jogos Olímpicos de Verão da Juventude de 2018 ao lado da eslovena  Kaja Juvan.
Świątek começou a jogar regularmente no circuito WTA em 2019. Entrou no top 50 no mesmo ano, após chegar na final de competição de nível internacional e 4ª fase do Torneio de Roland Garros de 2019.
Possui um estilo de jogo em que se sente confortável em qualquer parte da quadra. Venceu o prêmio da WTA Jogada Favorita do Torcedor em 2019 com um drop shot executado da linha de fundo, e ficando em segundo no prêmio da WTA Jogadora de Simples Favorita do Torcedor, perdendo para Halep, do mesmo ano.
Seu primeiro título profissional foi um Grand Slam, o de Roland Garros de 2020, aos 19 anos, sendo uma das mais dominantes da competição, cedendo apenas 28 games, sem perder nenhum set e derrotando duas campeãs de majors no caminho. Em maio de 2021, conquistou o Aberto de Roma, vencendo Karolína Pliskova em duplo 6-0 na final.
No dia 25 de março de 2022 foi anunciado que ela se tornaria a tenista número 1 do mundo da WTA na semana seguinte, após a aposentadoria repentina da então líder do ranking, a australiana Ashleigh Barty. Ela conseguiu o feito após vencer a suíça Viktorija Golubic na estreia do WTA de Miami. Iga foi a primeira polonesa na história a conseguir chegar ao topo do ranking mundial. Tornou-se oficialmente número um no dia 4 de abril de 2022, logo após vencer o WTA de Miami. Em 4 de junho do mesmo ano, conquistou novamente o Torneio de Roland Garros, derrotando Coco Gauff na final por 6-1 e 6-3. Venceu outro torneio Grand Slam o US Open de 2022, vencendo Ons Jabeur na decisão por 6–2 e 7–6.

## Primeiros anos
Iga Świątek nasceu em 31 de maio de 2001 em Varsóvia, sendo filha de Dorota e Tomasz Świątek [en]. Seu pai é um ex-remador que competiu no evento masculino de "Four Skiff" nas Olimpíadas de Seul em 1988. Sua mãe é ortodontista. Ela tem uma irmã Agata que é cerca de três anos mais velha e estuda odontologia na Universidade Médica de Lublin.
O pai de Świątek queria que suas filhas se tornassem atletas competitivas e preferia que elas praticassem um esporte individual em vez de um esporte de equipe para ter melhor controle de suas chances de sucesso. Agata começou inicialmente como nadadora, mas mudou para o tênis depois que teve problemas com a natação. Iga seguiu a irmã no tênis porque queria vencê-la e também porque queria ser mais parecida com ela. Agata competiu brevemente no Circuito Júnior da ITF em 2013 com cerca de 15 anos, mas parou de jogar devido a problemas de lesão. Iga treinou no clube "Mera Warszawa" aos 14 anos antes de se mudar para o "Legia Warszawa".

## Carreira júnior

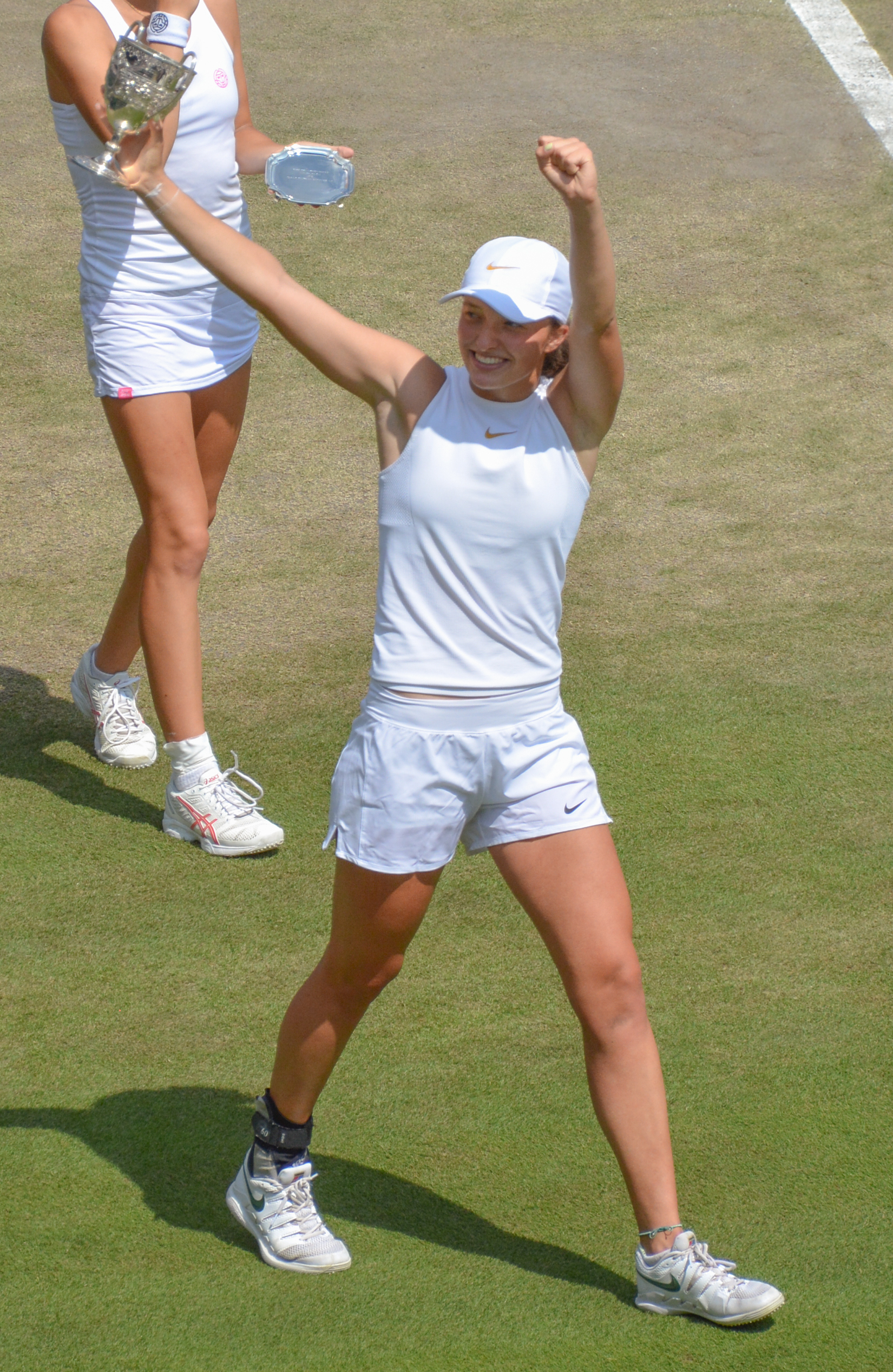
Świątek com o troféu de campeã júnior de Wimbledon de 2018.

Świątek alcançou um ranking de carreira de No. 5 como júnior. Ela começou a competir em eventos do Circuito ITF Júnior em 2015 e ganhou títulos consecutivos de nível 4 de baixo nível em abril e maio aos 13 anos. Antes do final do ano, ela subiu para eventos de grau 2 e terminou em segundo lugar em simples e duplas no Czech Junior Open. Świątek fez sua estreia no Grand Slam júnior em 2016 no Aberto da França, chegando às quartas de final em simples e duplas. Na sequência, ela conquistou seu maior título júnior no Canadian Open Júnior de Grau 1, derrotando Olga Danilović na final.
Świątek teve um forte primeiro semestre de 2017. Ela ganhou os títulos de simples e duplas no "Traralgon Junior International" de Grau 1. Embora ela tenha perdido sua partida de abertura no Australian Open, ela fez parceria com a compatriota Maja Chwalińska [en] para fazer sua primeira final em um evento de Grand Slam, terminando como vice-campeã em duplas para a equipe norte-americana de Bianca Andreescu e Carson Branstine [en]. Ela então alcançou sua primeira final de simples em um torneio de Grau A no Trofeo Bonfiglio, perdendo para Elena Rybakina. Sua temporada chegou ao fim após outra quartas de final no Aberto da França, após a qual ela teve uma cirurgia no tornozelo direito que a manteve fora por sete meses.
Apesar de competir apenas em dois torneios de Grand Slam em 2018 e três eventos de simples no total, Świątek terminou sua carreira júnior com sua melhor temporada. Ela voltou para a turnê júnior no Aberto da França após uma ausência de um ano e alcançou as semifinais em simples, perdendo para Caty McNally. Ela se saiu melhor nas duplas, em parceria com McNally para ganhar seu primeiro título de Grand Slam júnior. Elas derrotaram a equipe japonesa de Yuki Naito [en] e Naho Sato [en] na final.
Świątek jogou apenas simples em Wimbledon. Como uma jogadora não "cabeça de chave" devido à sua ausência, ela entrou na tabela contra a primeira cabeça de chave Whitney Osuigwe [en] na primeira rodada. Depois de vencer essa partida em três sets, ela não perdeu outro set durante o restante do torneio e ganhou o campeonato por seu único título júnior de Grand Slam. Ela derrotou Leonie Küng [en] na final. Świątek então se juntou à eslovena  Kaja Juvan para competir nos Jogos Olímpicos de Verão da Juventude de 2018. Elas chegaram à final e derrotaram a equipe japonesa de Yuki Naito e Naho Sato. Ela então terminou sua carreira júnior.

## Carreira profissional

### 2016–18: Invicta em sete finais da ITF

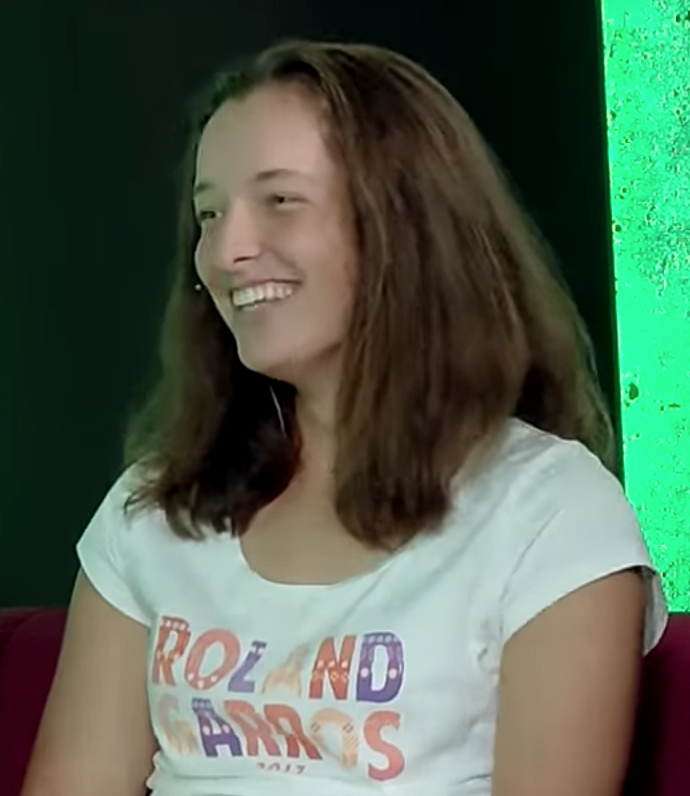
Iga Świątek em 2018.

Świątek começou a competir no Circuito Feminino da ITF em 2016 e jogou no circuito até o final de 2018. Ela venceu todas as sete finais de simples da ITF que alcançou, variando das quatro primeiras no nível de US$ 10 000 a US$ 15 000 e uma no nível US$ 25 000 seguido por dois no nível US$ 60 000. Seus três primeiros títulos vieram aos 15 anos. O quarto foi em fevereiro de 2018 em seu primeiro torneio após uma pausa de sete meses devido a uma lesão. Depois de um título de US$ 25 000 em abril, Świątek subiu para eventos ITF de nível superior no final daquele mês. Após seu título júnior em Wimbledon em julho, ela pulou o Aberto dos Estados Unidos júnior para permanecer na Europa. Durante as duas semanas do US Open, ela ganhou títulos consecutivos de US$ 60 000 no NEK Ladies Open [en] na Hungria e no Montreux Ladies Open [en] na Suíça. Durante o segundo evento, ela derrotou a cabeça-de-chave e número 120 do mundo Mariana Duque Mariño. Estes foram os dois últimos torneios ITF do ano de Świątek. Com esses dois títulos, Świątek entrou no top 200 pela primeira vez aos 17 anos, subindo do nº 298 para o nº 180 nessas duas semanas.

### 2019: Primeira final WTA, estreia no top 50

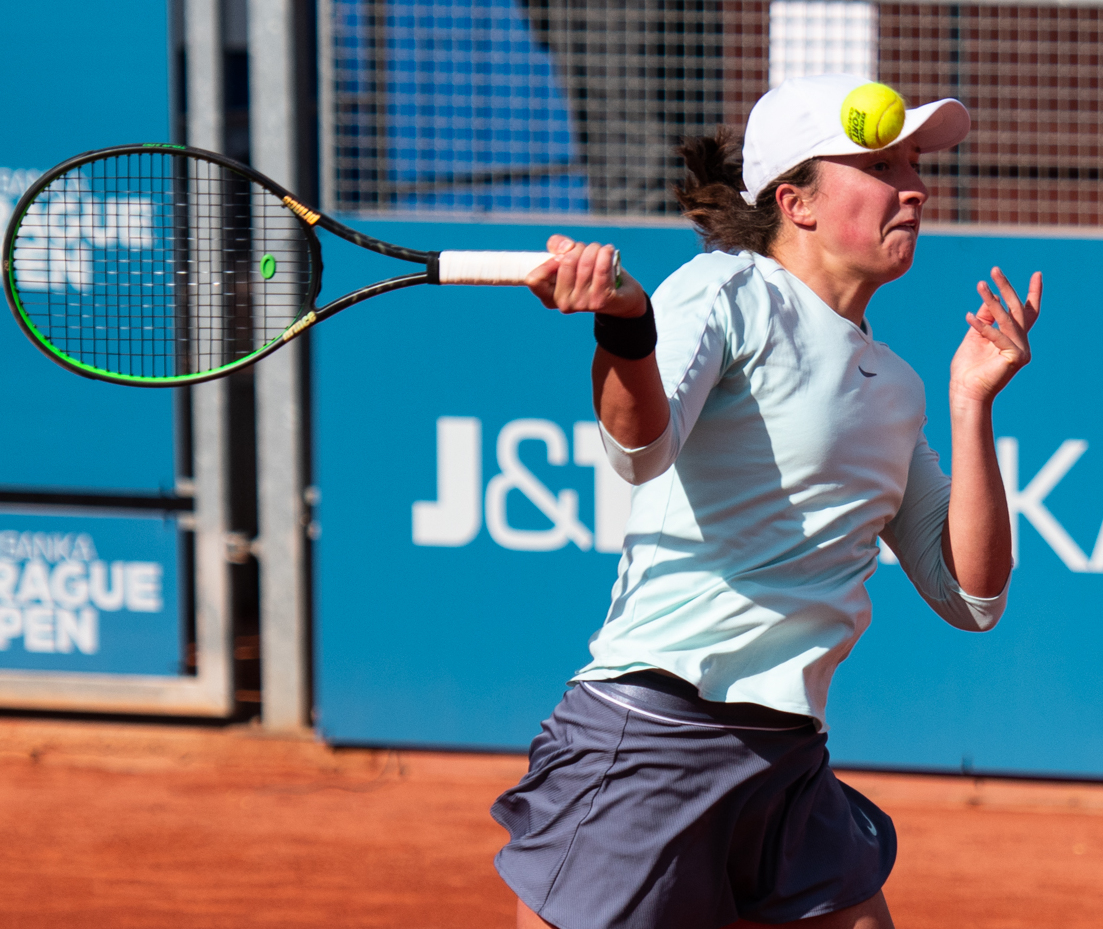
Iga Świątek em 2019.

Apesar de nunca ter jogado no WTA Tour antes de 2019, Świątek foi capaz de competir apenas em eventos de nível de tour ao longo do ano. Depois de não conseguir se classificar no Auckland Open, ela se classificou para a chave principal de seu primeiro torneio Major no Australian Open. Ela então derrotou a nº 82 Ana Bogdan, em três sets, em sua partida de estreia para chegar à segunda rodada. Em seus próximos três torneios, ela também se classificou no Hungarian Ladies Open [en], mas não em nenhum dos eventos obrigatórios do Premier em março.
Świątek fez sua primeira participação em torneios WTA no Ladies Open Lugano em abril. Com sua primeira aceitação direta em uma chave principal, ela fez sua primeira final WTA. Durante o evento, ela derrotou Viktória Hrunčáková [en], cabeça de chave número 3, na segunda rodada, conquistando sua primeira vitória entre as 50 primeiras. Ela terminou como vice-campeã para Polona Hercog em três sets. Além disso, um drop shot preciso de forehand cruzado que ela acertou contra Kristýna Plíšková na semifinal foi eleito o golpe do ano WTA. Com o vice-campeonato, ela também estreou no top 100 ainda com 17 anos. Świątek encerrou sua temporada em quadra de saibro chegando à quarta rodada do Aberto da França em seu segundo torneio Major. Ela derrotou a nº 16 do ranking Wang Qiang na segunda rodada para sua primeira vitória no top 20 antes de perder para a defensora do título Simona Halep.
Świątek não conseguiu repetir seu sucesso no Aberto da França nos eventos restantes do Grand Slam do ano, perdendo sua partida de abertura em Wimbledon e na segunda rodada do US Open. Seu melhor resultado na segunda metade da temporada foi uma aparição na terceira rodada do Aberto do Canadá. Durante o evento, ela derrotou a nº 18, Caroline Wozniacki, antes de perder para a nº 2, Naomi Osaka. Com este resultado, ela entrou no top 50 pela primeira vez uma semana depois. Ela perdeu o resto da temporada após o US Open para se submeter a uma cirurgia no pé e terminou o ano em 61º lugar no mundo.

### 2020: Primeiro título do Aberto da França, estreia entre as top 20
Świątek fez seu retorno ao WTA Tour no Australian Open. Ela igualou seu melhor resultado em um torneio do Grand Slam com outra participação na quarta rodada, desta vez destacada por uma vitória sobre a nº 20, Donna Vekić. Ela derrotou Vekić novamente no Qatar Open, sua última vitória antes do WTA Tour ser interrompido por seis meses devido à pandemia de COVID-19. Świątek continuou seu sucesso no Grand Slam assim que a turnê recomeçou. Ela chegou à terceira rodada no US Open, perdendo para a eventual vice-campeã Victoria Azarenka.
Entrando no Aberto da França remarcado para setembro, Świątek estava classificada em 54º lugar no ranking. Mesmo assim, ela venceu o evento de simples obtendo seu primeiro título WTA. Durante o torneio, ela derrotou a vice-campeã de 2019 e número 19 do mundo, Markéta Vondroušová, na rodada de abertura. Sua maior surpresa foi uma vitória na quarta rodada sobre a cabeça-de-chave e número 2 do mundo, Simona Halep, que estava em uma sequência de 17 vitórias consecutivas e também era a grande favorita para ganhar o título. Ela só perdeu três games contra Halep depois de vencer apenas um game contra ela na mesma rodada do Aberto da França no ano anterior. Świątek derrotou a número 6 do mundo, Sofia Kenin, na final para se tornar a primeira jogadora polonesa a ganhar um título de Grand Slam de simples e a campeã do Aberto da França com classificação mais baixa na história do ranking WTA. Ela também se tornou a mais jovem campeã de simples no torneio desde Rafael Nadal em 2005 e a mais jovem vencedora de simples feminina desde Monica Seles em 1992. Ela conquistou o título sem perder um set ou mais de cinco games para qualquer adversária, e os 28 games que perdeu no total, estavam empatados em segundo lugar entre as campeãs de simples do Aberto da França na "Era Aberta", atrás apenas dos 20 games que Steffi Graf perdeu em 1988. Com o título, Świątek subiu para o 17º lugar no mundo. Ela também disputou o evento de duplas, fazendo parceria com Nicole Melichar pela primeira vez. A dupla chegou às semifinais e também não perdeu um set até a última partida.

### 2021: Título WTA 1000, final de duplas do Aberto da França, estreia no top 10

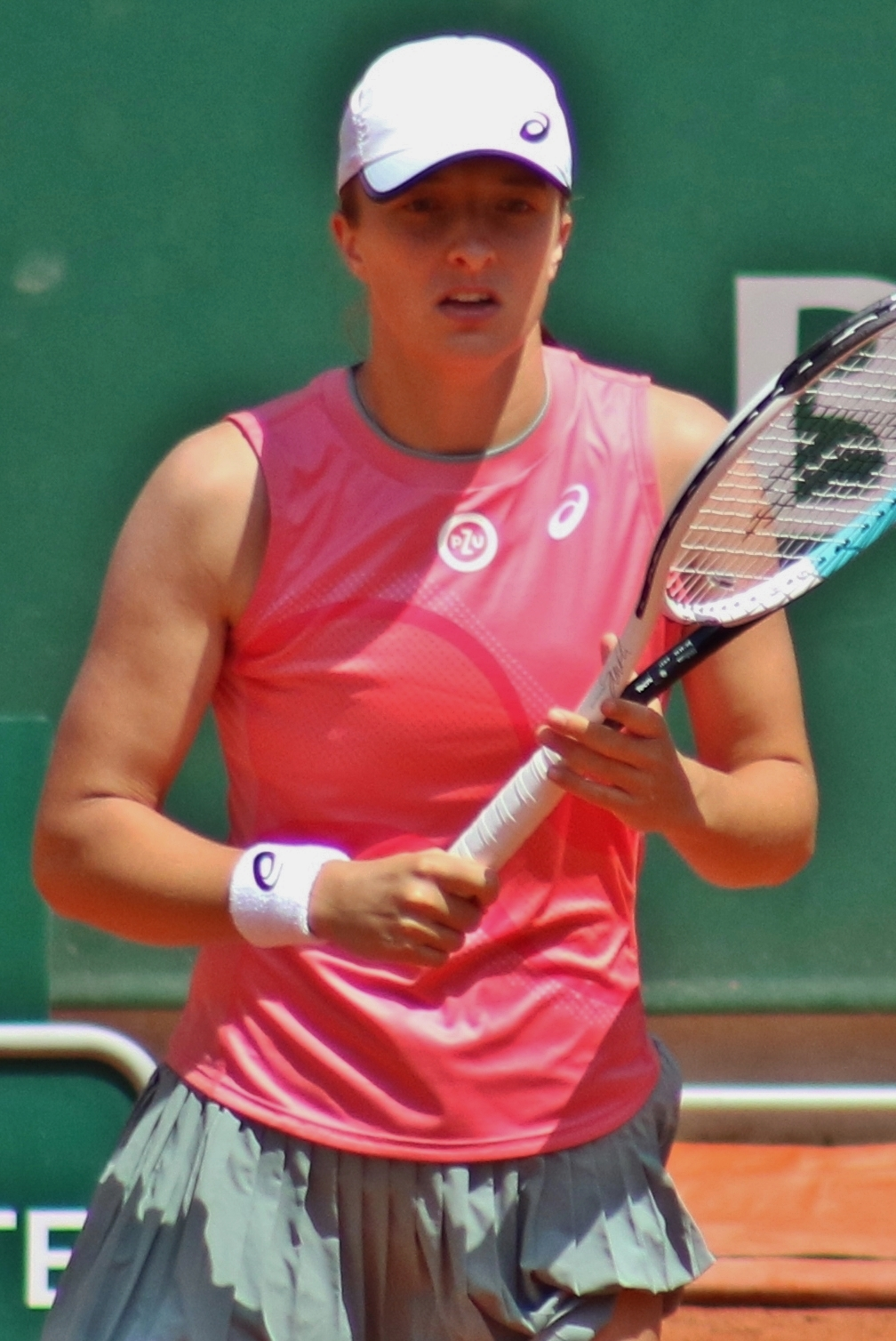
Iga Świątek em Roland Garros, 2021.

No Australian Open, Świątek foi cabeça-de-chave em 15º e registrou vitórias sobre Arantxa Rus, Camila Giorgi e Fiona Ferro. Ela chegou à quarta rodada, onde perdeu para Simona Halep, em três sets. Em Adelaide, ela conquistou seu primeiro título do WTA Tour sem perder um set em todo o torneio. Ela derrotou Belinda Bencic na final, em dois sets. Como consequência, ela entrou no top 15 pela primeira vez em sua carreira, em março de 2021.
Como 15ª cabeça de chave, Świątek conquistou seu primeiro título WTA 1000 na carreira no Aberto da Itália, derrotando a ex-campeã Karolína Plíšková em apenas 46 minutos sem perder um único game. Ela avançou para a final depois de derrotar a bicampeã e nº 5 do mundo, Elina Svitolina, e a segunda adolescente mais bem classificada Coco Gauff no mesmo dia, além de salvar match points em sua partida da terceira rodada contra Barbora Krejčíková. Świątek se tornou a terceira jogadora a ganhar um título depois de salvar um match point em 2021, ao lado de Naomi Osaka no Australian Open e Ashleigh Barty em Miami. Ela também se tornou a quarta adolescente a vencer um evento WTA 1000. Essa campanha bem-sucedida para seu terceiro título na carreira a colocou entre as 10 primeiras no ranking de simples em 17 de maio de 2021, como a 9ª do mundo.
Świątek entrou no Aberto da França, como 8ª cabeça de chave. Ela abriu sua defesa de título vencendo  Kaja Juvan na primeira rodada e, em seguida, derrotou Rebecca Peterson, Anett Kontaveit e Marta Kostyuk. Ela venceu 22 sets consecutivos no Aberto da França, mas depois perdeu nas quartas de final para Maria Sakkari. Em duplas, classificada em 14º com Bethanie Mattek-Sands, jogando apenas seu terceiro evento juntas, chegaram à final, onde foram derrotadas por Barbora Krejčíková e Kateřina Siniaková em dois sets. Como resultado, Świątek alcançou o top 50 em uma classificação de carreira de No. 42 em duplas pela primeira vez em sua carreira.
Ela começou sua temporada em quadras de grama no Eastbourne International, como 4ª cabeça de chave. Depois de derrotar Heather Watson, ela perdeu para Daria Kasatkina na segunda rodada. Como sétima cabeça de chave em Wimbledon, Świątek derrotou Hsieh Su-wei, Vera Zvonareva e Irina-Camelia Begu, todos em dois sets. Na quarta rodada, ela perdeu para Ons Jabeur, em três sets. Com sua vitória sobre Anett Kontaveit na terceira rodada do US Open, ela se tornou a única jogadora a chegar à segunda semana de todos os quatro campeonatos de Grand Slam na temporada de 2021. Ela se classificou para o WTA Finals pela primeira vez em sua carreira.

### 2022: Número 1 do mundo, dois títulos importantes, 37 vitórias consecutivas

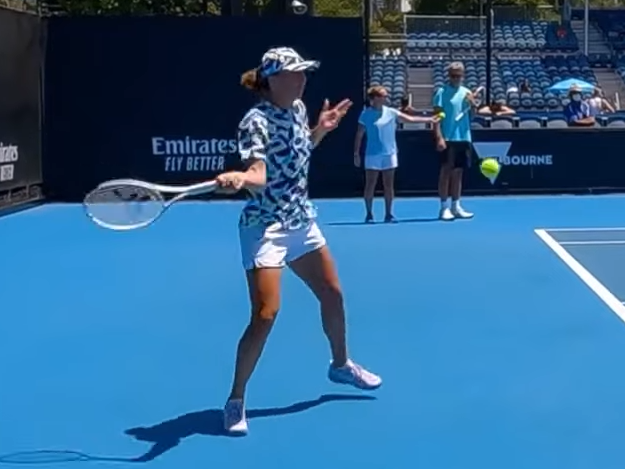
Iga Świątek no Australian Open, 2022.

Świątek começou sua temporada chegando às semifinais no Adelaide International. Ela então alcançou outra semifinal no Australian Open. Após uma derrota na segunda rodada contra Jeļena Ostapenko, Świątek venceu os próximos seis torneios em que participou - Qatar Open, Indian Wells Open, Miami Open, Stuttgart Open, Aberto da Itália e, por seu segundo título em Majors, o Aberto da França — antes de perder para Alizé Cornet em Wimbledon na terceira rodada. Świątek alcançou o primeiro lugar no ranking mundial de simples e se tornou a quarta e também a mulher mais jovem (11ª jogadora no geral) a completar o "Sunshine Double" no processo. Ela também acumulou uma sequência de 37 vitórias consecutivas, a mais longa do século XXI. Świątek teve um desempenho medíocre durante o verão. Ela perdeu para Caroline Garcia nas quartas de final em Varsóvia, para Beatriz Haddad Maia na terceira rodada em Toronto e para Madison Keys na terceira rodada em Cincinnati. No entanto, ela voltou à forma no US Open, vencendo seu terceiro Major ao derrotar Ons Jabeur na final.
Świątek chegou à final no Ostrava Open, mas perdeu para Barbora Krejčíková em uma partida de três sets que durou 3 horas e 16 minutos, a partida mais longa de sua carreira até então. Posteriormente, ela jogou no San Diego Open, conquistando seu oitavo título ao derrotar Donna Vekić em três sets. No WTA Finals de 2022 [en] realizado em Fort Worth, Texas, Świątek venceu a fase de grupos sem perder um set, derrotando Daria Kasatkina, Caroline Garcia e Coco Gauff, respectivamente. No entanto, ela foi derrotada por Aryna Sabalenka nas semifinais em três sets. No entanto, ela terminou a temporada como número 1 no final do ano e registrou um recorde de vitórias e derrotas por 67–9 em 2022, o maior número de vitórias em uma única temporada desde Serena Williams em 2013. Ela também se tornou a primeira jogadora desde Serena Williams em 2013 a acumular mais de 11 000 pontos no ranking em uma única temporada.

### 2023: Terceiro título do Aberto da França, continuou como N° 1, primeira quartas de final de Wimbledon

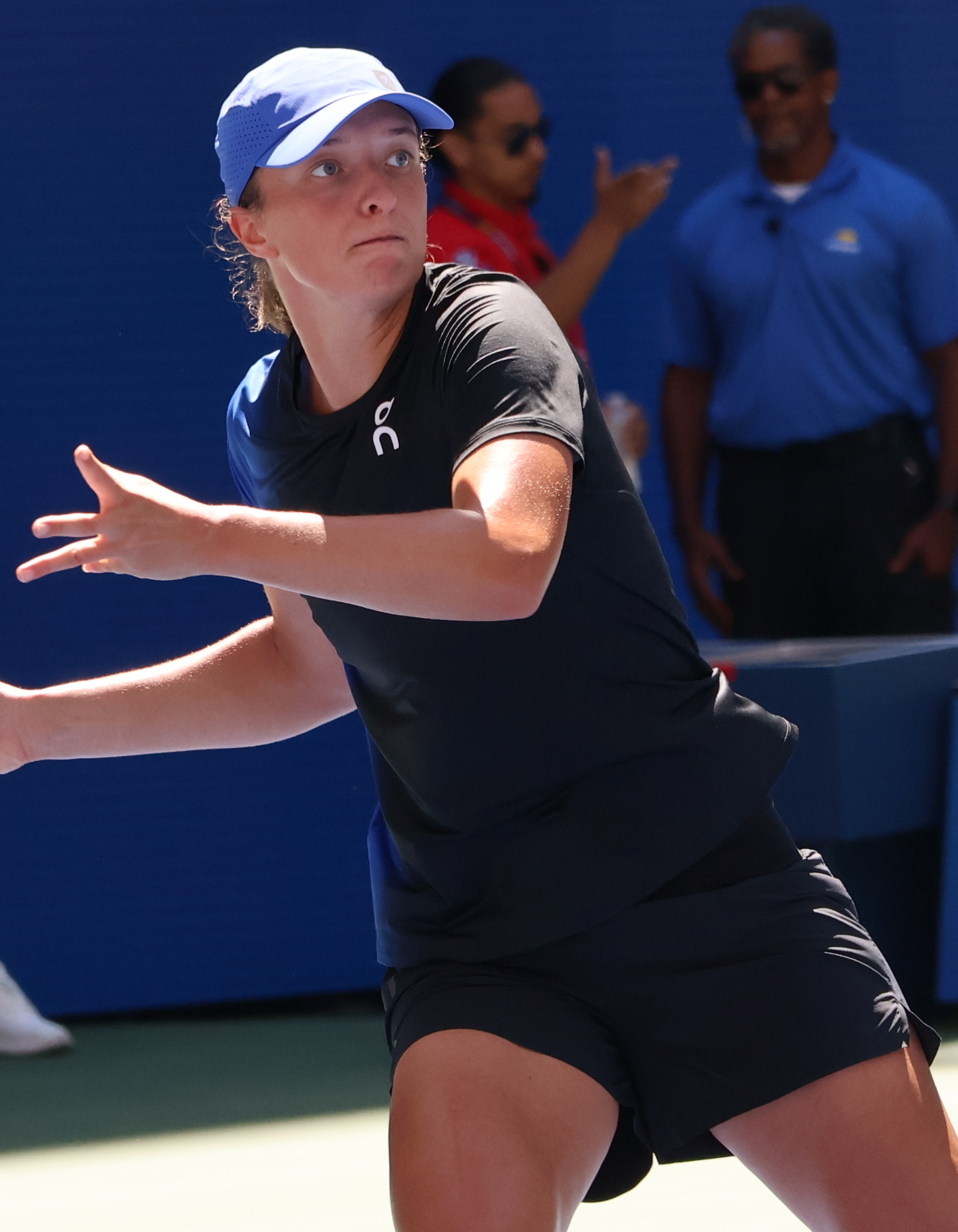
Iga Świątek no Us Open, 2023.

Świątek começou o ano como a quarta mulher na história da WTA a ser classificada como a número 1 do mundo por 40 ou mais semanas consecutivas em sua primeira passagem como a melhor jogadora do ranking. Em seu primeiro torneio do ano representando a Polônia na United Cup em Brisbane, Świątek derrotou Yulia Putintseva, Belinda Bencic e Martina Trevisan no caminho para as semifinais, onde perdeu para Jessica Pegula em dois sets. No Australian Open, como primeira cabeça de chave Świątek chegou à quarta rodada depois de vencer Jule Niemeier [en], Camila Osorio e  Cristina Bucșa. Na quarta rodada, ela foi derrotada pela campeã de Wimbledon, Elena Rybakina, em dois sets.
Em fevereiro, Świątek defendeu com sucesso seu título no WTA 500 Qatar Open. Ela derrotou Jessica Pegula na final em dois sets. Este foi seu primeiro título do ano e o décimo segundo de sua carreira. Ela não perdeu um set durante o torneio e perdeu apenas cinco games. Em Dubai, ela derrotou Leylah Fernandez, a 14ª cabeça de chave Liudmila Samsonova, Karolina Pliskova (por retirada) e a quinta cabeça de chave Coco Gauff, todas as partidas em dois sets com apenas nove games perdidos, para chegar à final. Ela perdeu para Barbora Krejčíková em dois sets, encerrando sua sequência de seis vitórias consecutivas.
Em 13 de março, ela alcançou sua 50ª semana consecutiva como número 1 do mundo. No Indian Wells Open ela derrotou Bianca Andreescu e Emma Raducanu nas rodadas três e quatro, ambas em dois sets. No entanto, ela perdeu mais uma vez para Elena Rybakina nas semifinais, impedindo Świątek de defender seu título de Indian Wells. Devido a uma lesão na costela sofrida durante o evento de Indian Wells, Świątek retirou-se do Miami Open, o que também a impediu de defender seu título naquele torneio.
No Stuttgart Open em abril, Świątek entrou no torneio como defensora do título. Ela alcançou sua terceira final WTA da temporada ao derrotar  Zheng Qinwen, Karolína Plíšková e Ons Jabeur (por desistência). Na final, ela derrotou a número 2 do mundo, Aryna Sabalenka, em dois sets, conquistando seu 13º título de simples na carreira.
No Madrid Open, ela chegou às quartas de final pela primeira vez neste torneio, derrotando a 16ª cabeça-de-chave Ekaterina Alexandrova. Na final, ela perdeu para Aryna Sabalenka em uma revanche do Stuttgart Open de 2023.
Em maio, Świątek entrou no Aberto da Itália como defensora do título. Na segunda rodada, ela derrotou Anastasia Pavlyuchenkova antes de derrotar Lesia Tsurenko e Donna Vekić nas rodadas seguintes. Nas quartas de final, ela enfrentou Elena Rybakina e foi forçada a desistir no terceiro set após sofrer uma lesão na coxa direita.
No Aberto da França, Świątek alcançou sua quarta final de Major sem perder um set. Ela conquistou seu terceiro Aberto da França e o quarto título geral de Majors, derrotando Karolína Muchová em três sets na final. Ela também se tornou a primeira mulher a defender o título desde Justine Henin em 2007.
Em Wimbledon, Świątek alcançou suas primeiras quartas de final no torneio depois de eliminar Zhu Lin, Sara Sorribes Tormo, Petra Martić e Belinda Bencic. Nas quartas de final, ela perdeu para Elina Svitolina em três sets, encerrando sua sequência de 14 vitórias consecutivas.
De volta ao saibro, Świątek venceu seu primeiro torneio "em casa", o Aberto de Varsóvia derrotando Laura Siegemund na final em sets diretos. Com isso, ela conquistou seu primeiro título WTA 250 e 15º no geral.
Em preparação para o Aberto do Canadá, Świątek foi vista praticando com a boca obstruída com esparadrapo. Ela explicou que esse era um exercício respiratório que ela fazia para melhorar a resistência. Ela chegou às semifinais do evento perdendo para Jessica Pegula em três sets. No torneio seguinte em Cincinnati, Świątek chegou à semifinal onde perdeu para Coco Gauff em jogo de três sets. No US Open, Iga chegou até as oitavas de final onde perdeu, pela quarta vez em confrontos diretos, para Jeļena Ostapenko em jogo de três sets.
Świątek deu início à temporada asiática no Pan Pacific Open no qual chegou às quartas de final, onde perdeu para a eventual campeã Veronika Kudermetova em jogo de três sets. Logo na sequência, ela fez uma excelente campanha para chegar ao seu primeiro título em um WTA 1000 do ano no China Open com uma vitória convincente sobre Liudmila Samsonova em sets diretos.
Como segunda do ranking da WTA, Świątek participou do WTA Finals como cabeça de chave N° 2, e conquistou o título sem perder nenhum set durante o torneio. Na partida final, venceu Jessica Pegula de forma contundente em sets diretos, com isso retomando à posição de N° 1 do mundo.

### 2024: Finalista da United Cup, tetracampeã de Roland Garros, medalhista olímpica
No início do ano, Świątek chegou com o Time Polônia à final da United Cup contra o Time Alemanha. Ela venceu todos os seus jogos de simples no torneio, recebendo o prêmio MVP por esse feito. A final ocorreu no jogo de duplas mistas, onde com Hubert Hurkacz perderam para a dupla Laura Siegemund / Alexander Zverev em um "super tiebreak". Depois disso, partiu para o Australian Open, no qual como "cabeça de chave" N° 1, venceu Sofia Kenin na primeira rodada em sets diretos, Danielle Collins na segunda em jogo de três sets em uma incrível virada no terceiro, mas perdeu de forma inesperada na terceira para a jovem revelação tcheca Linda Nosková também em jogo de três sets.
Em fevereiro, Świątek entrou no Qatar Open como bicampeã. Ela chegou à final depois de derrotar Sorana Cîrstea, a 14ª cabeça de chave Ekaterina Alexandrova e Victoria Azarenka. Na final, ela enfrentou Elena Rybakina vencendo em sets diretos e conquistando seu 7º título WTA 1000. Świątek não perdeu nenhum set rumo ao título pelo segundo ano consecutivo. Ela também se tornou a primeira pessoa a ganhar três títulos consecutivos em Doha e a primeira jogadora a ganhar três títulos consecutivos no mesmo torneio de quadra dura desde Serena Williams em 2015. No próximo torneio WTA 1000 em Dubai, ela alcançou as quartas de final de forma consecutiva derrotando a 15ª cabeça de chave Elina Svitolina nas oitavas de final. Ela foi a quarta jogadora desde a introdução do formato WTA-1000 em 2009 a chegar às quartas de final em 9+ consecutivas aparições (entre Dubai 2023 – Dubai 2024) depois de Serena Williams, Maria Sharapova e Agnieszka Radwanska. Ela então avançou para as semifinais, onde perdeu para Anna Kalinskaya em sets diretos.
No giro americano, Iga foi campeã em Indian Wells, passando por Danielle Collins, Linda Noskova, Yulia Putintseva, Caroline Wozniacki e Marta Kostyuk a caminho da final, onde derrotou Maria Sakkari, obtendo o título sem perder nenhum set. Em Miami, ela chegou até às oitavas de final onde perdeu para Ekaterina Alexandrova em sets diretos. Em seguida Iga representou a Polônia na Billie Jean King Cup onde venceu seus dois jogos em sets diretos.
Iga iniciou a temporada em quadras de saibro no Porsche Tennis Grand Prix onde venceu Elise Mertens na primeira rodada em sets diretos, Emma Raducanu na segunda também em sets diretos mas perdeu nas semifinais para a "cabeça de chave" N° 4 e eventual campeã Elena Rybakina em jogo de três sets. Seu próximo compromisso foi no Aberto de Madri, onde chegou à sua segunda final consecutiva nesse torneio, derrotando Wang Xiyu, a cabeça de chave N° 27 Sorana Cîrstea e Sara Sorribes Tormo, todas essas partidas decididas sets diretos. Nas quartas de final, venceu a cabeça de chave N° 11 Beatriz Haddad Maia em jogo de três sets depois de ter perdido o primeiro. Na semifinal ela venceu a cabeça de chave N° 18 Madison Keys em sets diretos. Na partida decisiva, enfrentou a cabeça de chave N° 2 e defensora do título, Aryna Sabalenka, repetindo a final da temporada passada, mas dessa vez, acabou vencendo em novo jogo de três sets muito equilibrado decidido no "tiebreak", partida que durou três horas e onze minutos. No Aberto de Roma, chegou à final do torneio sem perder nenhum set, derrotando: Bernarda Pera, Yulia Putintseva, Angelique Kerber, Madison Keys e Coco Gauff em sua trajetória. Na partida decisiva, enfrentou a cabeça de chave N° 2 Aryna Sabalenka, ficando com o seu terceiro título desse torneio em quatro anos. Iga continuou sua sequência de conquistas no Aberto da França, como cabeça de chave No 1, venceu a vinda da qualificatória, Léolia Jeanjean [en], na primeira rodada em sets diretos, venceu Naomi Osaka, na segunda, em um jogo de três sets, o mais difícil que ela enfrentou no torneio, venceu Marie Bouzková, na terceira, em sets diretos, chegando às oitavas de final, onde venceu Anastasia Potapova, em jogo bem fácil de sets diretos concluído em apenas 40 minutos. Nas quartas de final, venceu facilmente a cabeça de chave N° 5, Markéta Vondroušová, em sets diretos. Na sua semifinal, enfrentou a cabeça de chave N° 3, Coco Gauff, jogo que também venceu em sets diretos. Na final, enfrentou a cabeça de chave N° 12, Jasmine Paolini, jogo que venceu mais uma vez em rápidos sets diretos, chegando ao seu quarto título, o terceiro consecutivo, nesse Grand Slam. Em Wimbledon, Iga passou por Sofia Kenin e Petra Martic em sets diretos, mas foi surpreendida por Yulia Putintseva em um jogo que perdeu de virada em três sets.
Durante os Jogos Olímpicos Paris 2024, Iga perdeu na semifinal para Zheng Qinwen, sua primeira derrota em Roland Garros em 1.149 dias. Em seguida bateu Anna Karolína Schmiedlová para ganhar o bronze, a primeira medalha polonesa no tênis.
Depois disso, Iga partiu para as quadras duras na América do norte, participando do Cincinnati Open, no qual, como cabeça de chave N° 1, ficou de "bye" na primeira rodada, passou por Varvara Gracheva, Marta Kostyuk e Mirra Andreeva para chegar às semifinais, onde enfrentou a cabeça de chave N° 3, Aryna Sabalenka, jogo que perdeu em sets diretos. No US Open, passou por Kamilla Rakhimova, por Ena Shibahara, por Anastasia Pavlyuchenkova e por Liudmila Samsonova, para chegar às quartas de final sem perder nenhum set. Na sua quarta de final, enfrentou Jessica Pegula, jogo que perdeu em sets diretos.
Após um teste antidoping em Cincinnati, Iga testou positivo para a substância proibida trimetazidina. A jogadora alegou contaminação, a partir da melatonina, medicamento regulamentado sem receita vendido na Polônia, que ela tomou para jet lag e problemas de sono, e que a violação não foi intencional. Decidiu cumprir uma suspensão provisória, não disputando a gira asiática por isso, mas não havia informado o real motivo. No fim, a Agência Internacional de Integridade do Tênis (ITIA) acabou aceitando a apelação e a puniu em 1 mês. Iga voltou para jogar o WTA Finals e as finais da Copa Billie Jean King, onde levou a Polónia para a semifinal. Os dias restantes foram quitados após isso. Suspensão similar já havia ocorrido com um tenista número 1 da ATP, Jannik Sinner.

### 2025
Em 12 de julho de 2025, a tenista polonesa Iga Swiatek conquistou seu primeiro título de Wimbledon ao vencer a americana Amanda Anisimova por 2 sets a 0, com parciais de 6/0 e 6/0, em final disputada em Londres. A partida durou apenas 55 minutos e marcou uma das decisões mais rápidas da história do torneio. Com o resultado, Swiatek, então número quatro do mundo, alcançou seu sexto título de Grand Slam, sendo os anteriores quatro em Roland Garros e um no US Open. Essa foi a primeira vez que a polonesa venceu o Major britânico, tendo como melhor campanha anterior as quartas de final em 2023.  

## Equipe de treinamento
O principal treinador de Świątek em seus primeiros anos de juniores foi Michał Kaznowski, com quem ela trabalhou até o Aberto da França de 2016. Jolanta Rusin-Krzepota foi sua preparadora física por quase quatro anos até o final do US Open de 2019. Świątek foi treinada por Piotr Sierzputowski a partir de 2016. Durante o tempo em que Sierzputowski foi seu treinador, o ex-jogador de tênis profissional britânico e ex-treinador polonês da Copa Davis Nick Brown [en] também atuou como consultor principal na ocasião. Świątek também trabalha com a psicóloga esportiva Daria Abramowicz [en].
Em dezembro de 2021, Iga anunciou que estava se separando do técnico Piotr Sierzputowski depois de quase seis anos trabalhando juntos. "Essa mudança é realmente desafiadora para mim, e essa decisão também não foi fácil." Świątek contratou Sierzputowski como seu treinador em janeiro de 2016, quando ela tinha 15 anos e ainda jogava em torneios juniores. Passou pouco mais de dois anos com Tomasz Wiktorowski [en], que anteriormente treinou Agnieszka Radwańska. Desde outubro de 2024, é treinada pelo belga Wim Fissette [en], profissional que já passou pela carreira de muitas campeãs do Grand Slam.

## Patrocínios
Swiatek foi patrocinada pela Asics para roupas desde o início de 2020. Ela foi anteriormente patrocinada pela Nike. Swiatek também é patrocinada pela empresa de bebidas energéticas Red Bull, a gigante tecnológica chinesa Xiaomi e a divisão Lexus da montadora Toyota, a última das quais também patrocinou o tenista polonês Agnieszka Radwanska. Em 2021, Swiatek assinou um contrato de patrocínio com a Tecnifibre [en] para raquetes; ela usou anteriormente uma raquete Prince Textreme 100 Tour, embora não estivesse sob contrato com a empresa. Para comemorar a vitória no Aberto da França de 2022 com uma raquete Tecnifibre e homenagear a atleta, a empresa mudou seu nome de marketing para Swiateknifibre e sua marca registrada para as cores branco e vermelho por sete dias. Foi o primeiro título de Grand Slam feminino para este fabricante. O pai de Swiatek também confirmou que ela também assinou um contrato com a Rolex em 2021. Desde fevereiro de 2021, seu principal parceiro é a PZU [en], maior seguradora polonesa. Depois de ganhar seu terceiro título de Grand Slam no US Open de 2022, Świątek se separou de seu empresário de longa data e começou a ser representada pela IMG [en]. Em 2023, Świątek anunciou que se tornou embaixadora global da bebida esportiva polonesa Oshee. Ela também lançará uma linha de colaboração com a marca, incluindo seu próprio sabor de bebida e design de garrafa. Em março de 2023 Swiatek firmou patrocínio com a On para vestuário e calçado.

## Vida pessoal

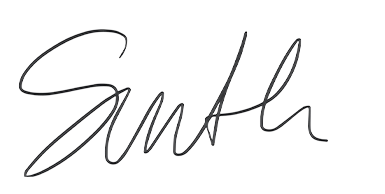
Autógrafo de Iga Świątek.

Świątek é uma amante de gatos e possui uma gata preta chamada Grappa. Ela gosta de ler romances e ouvir música. Antes de suas partidas, ela ouve rock, especialmente Pearl Jam, Pink Floyd, Red Hot Chili Peppers e AC/DC. Em seu tempo livre, ela ouve música alternativa, jazz, soul e pop. Ela também é fã de Taylor Swift. Em uma entrevista para o Tennis Channel, ela descreveu Mikaela Shiffrin como "um modelo de comportamento e a respeita muito". Ela também mencionou que é fã da atriz Sandra Bullock e de seus filmes.

## Finais

### Circuito WTA
| Categoria               | S    | D   | DM  |
| ----------------------- | ---- | --- | --- |
| Grand Slam              | 4–0  | 0–1 | 0–0 |
| Fim de temporada        | 1–0  | 0–0 | —   |
| Jogos Olímpicos         | 0–0  | 0–0 | 0–0 |
| WTA 1000                | 10–2 | 0–0 | —   |
| WTA 500                 | 5–1  | 0–0 | —   |
| International / WTA 250 | 1–1  | 0–0 | —   |

| Piso    | S    | D   | DM  |
| ------- | ---- | --- | --- |
| duro    | 12–2 | 0–0 | 0–0 |
| saibro  | 10–2 | 0–0 | 0–0 |
| grama   | 0–0  | 0–0 | 0–0 |
| carpete | 0–0  | 0–0 | 0–0 |

#### Simples: 26 (22 títulos, 4 vices)
| Status | V–D  | Data      | Torneio                     | Cidade/país                  | Categoria     | Piso       | Adversária         | Resultado          |
| ------ | ---- | --------- | --------------------------- | ---------------------------- | ------------- | ---------- | ------------------ | ------------------ |
| Perdeu | 0–1  | Abr 2019  | Samsung Open                | Lugano, Suíça                | International | saibro     | Polona Hercog      | 3–6, 6–3, 3–6      |
| Venceu | 1–1  | Out 2020  | Torneio de Roland Garros    | Paris, França                | Grand Slam    | saibro     | Sofia Kenin        | 6–4, 6–1           |
| Venceu | 2–1  | Fev 2021  | Adelaide International      | Adelaide, Austrália          | WTA 500       | duro       | Belinda Bencic     | 6–2, 6–2           |
| Venceu | 3-1  | Mai 2021  | Internazionali BNL d'Italia | Roma, Itália                 | WTA 1000      | saibro     | Karolína Pliskova  | 6–0, 6–0           |
| Venceu | 4–1  | Fev 2022  | Qatar TotalEnergies Open    | Doha, Catar                  | WTA 1000      | duro       | Anett Kontaveit    | 6–2, 6–0           |
| Venceu | 5–1  | Mar 2022  | BNP Paribas Open            | Indian Wells, Estados Unidos | WTA 1000      | duro       | Maria Sakkari      | 6–4, 6–1           |
| Venceu | 6–1  | Abr 2022  | Miami Open                  | Miami, Estados Unidos        | WTA 1000      | duro       | Naomi Osaka        | 6–4, 6–0           |
| Venceu | 7–1  | Abr 2022  | Porsche Tennis Grand Prix   | Stuttgart, Alemanha          | WTA 500       | saibro     | Aryna Sabalenka    | 6–2, 6–2           |
| Venceu | 8–1  | Mai 2022  | Internazionali BNL d'Italia | Roma, Itália                 | WTA 1000      | saibro     | Ons Jabeur         | 6–2, 6–2           |
| Venceu | 9–1  | Jun 2022  | Torneio de Roland Garros    | Paris, França                | Grand Slam    | saibro     | Coco Gauff         | 6–1, 6–3           |
| Venceu | 10–1 | Set 2022  | US Open                     | Nova York, EUA               | Grand Slam    | duro       | Ons Jabeur         | 6–2, 7–6(7–5)      |
| Perdeu | 10–2 | Out 2022  | Ostrava Open                | Ostrava, República Tcheca    | WTA 500       | duro (i)   | Barbora Krejčíková | 7–5, 6–7(4–7), 3–6 |
| Venceu | 11–2 | Out 2022  | Southern California Open    | San Diego, EUA               | WTA 500       | duro       | Donna Vekić        | 6–3, 3–6, 6–0      |
| Venceu | 12–2 | Fev 2023  | Qatar Open                  | Doha, Catar                  | WTA 500       | Duro       | Jessica Pegula     | 6–3, 6–0           |
| Venceu | 12–3 | Fev 2023  | WTA de Dubai                | Dubai, Emirados Árabes       | WTA 1000      | Duro       | Barbora Krejčíková | 4–6, 2–6           |
| Venceu | 13–3 | Abr 2023  | Porsche Tennis Grand Prix   | Stuttgart, Alemanha          | WTA 500       | Saibro (i) | Aryna Sabalenka    | 6–3, 6–4           |
| Venceu | 13–4 | Maio 2023 | WTA de Madri                | Madri, Espanha               | WTA 1000      | Saibro     | Aryna Sabalenka    | 3–6, 6–3, 3–6      |
| Venceu | 14–4 | Jun 2023  | Torneio de Roland Garros    | Paris, França                | Grand Slam    | Saibro     | Karolína Muchová   | 6–2, 5–7, 6–4      |
| Venceu | 15–4 | Jul 2023  | WTA de Varsóvia             | Varsóvia, Polônia            | WTA 250       | Duro       | Laura Siegemund    | 6–0, 6–1           |
| Venceu | 16–4 | Out 2023  | WTA de Pequim               | Pequim, China                | WTA 1000      | Duro       | Liudmila Samsonova | 6–2, 6–2           |
| Venceu | 17–4 | Nov 2023  | WTA Finals                  | Cancún, México               | Finals        | Duro       | Jessica Pegula     | 6–1, 6–0           |
| Venceu | 18–4 | Fev 2024  | WTA de Doha                 | Doha, Catar                  | WTA 1000      | Duro       | Elena Rybakina     | 7–6(10–8), 6–2     |
| Venceu | 19–4 | Mar 2024  | WTA de Indian Wells         | Indian Wells, EUA            | WTA 1000      | Duro       | Maria Sakkari      | 6–4, 6–0           |
| Venceu | 20–4 | Abr 2024  | Mutua Madrid Open           | Madri, Espanha               | WTA 1000      | Saibro     | Aryna Sabalenka    | 7–5, 4–6, 7–6(9–7) |
| Venceu | 21–4 | Maio 2024 | WTA de Roma                 | Roma, Itália                 | WTA 1000      | Saibro     | Aryna Sabalenka    | 6–2, 6–3           |
| Venceu | 22–4 | Maio 2024 | Torneio de Roland Garros    | Paris, França                | Grand Slam    | Saibro     | Jasmine Paolini    | 6–2, 6–1           |

### Circuito ITF

#### Simples: 7 (7 títulos)
| Status | V–D | Data     | Cidade/país            | Categoria | Piso             | Adversária           | Resultado     |
| ------ | --- | -------- | ---------------------- | --------- | ---------------- | -------------------- | ------------- |
| Venceu | 7–0 | Set 2018 | Montreux, Suíça        | 60 000    | saibro           | Kimberley Zimmermann | 6–2, 6–2      |
| Venceu | 6–0 | Set 2018 | Budapeste, Hungria     | 60 000    | saibro           | Katarina Zavatska    | 6–2, 6–2      |
| Venceu | 5–0 | Abr 2018 | Pelham, Estados Unidos | 25 000    | saibro           | Allie Kick           | 6–2, 6–0      |
| Venceu | 4–0 | Fev 2018 | Xarm el-Xeikh, Egito   | 15 000    | duro             | Britt Geukens        | 6–3, 6–1      |
| Venceu | 3–0 | Fev 2018 | Győr, Hungria          | 15 000    | saibro           | Gabriela Horáčková   | 6–2, 6–2      |
| Venceu | 2–0 | Fev 2018 | Bérgamo, Itália        | 15 000    | saibro (coberto) | Martina Di Giuseppe  | 6–4, 3–6, 6–3 |
| Venceu | 1–0 | Fev 2018 | Estocolmo, Suécia      | 10 000    | duro (coberto)   | Laura-Ioana Paar     | 6–4, 6–3      |

#### Duplas: 1 (1 vice)
| Status | V–D | Data     | Cidade/país          | Categoria | Piso | Parceira         | Adversárias                    | Resultado |
| ------ | --- | -------- | -------------------- | --------- | ---- | ---------------- | ------------------------------ | --------- |
| Perdeu | 0–1 | Fev 2018 | Xarm el-Xeikh, Egito | 15 000    | duro | Constanze Stepan | Anna Morgina Valeria Solovyeva | 4–6, 2–6  |

### Grand Slam juvenil

#### Simples: 1 (1 título)
| Status | V–D | Data     | Torneio              | Cidade/país          | Piso  | Adversária  | Resultado |
| ------ | --- | -------- | -------------------- | -------------------- | ----- | ----------- | --------- |
| Venceu | 1–0 | Jul 2018 | Torneio de Wimbledon | Londres, Reino Unido | grama | Leonie Küng | 6–4, 6–2  |

#### Duplas: 2 (1 titulo, 1 vice)
| Status | V–D | Data     | Torneio                  | Cidade/país          | Piso   | Parceira          | Adversárias                       | Resultado |
| ------ | --- | -------- | ------------------------ | -------------------- | ------ | ----------------- | --------------------------------- | --------- |
| Venceu | 1–1 | Jun 2018 | Torneio de Roland Garros | Paris, França        | saibro | Catherine McNally | Yuki Naito Naho Sato              | 6–2, 7–5  |
| Perdeu | 0–1 | Jan 2017 | Australian Open          | Melbourne, Austrália | duro   | Maja Chwalińska   | Bianca Andreescu Carson Branstine | 1–6, 46–7 |